# Osinki (województwo mazowieckie)
Osinki – wieś sołecka w Polsce położona w województwie mazowieckim, w powiecie lipskim, w gminie Rzeczniów.
W latach 1975–1998 miejscowość położona była w województwie radomskim.
Wierni Kościoła rzymskokatolickiego należą do parafii św. Jana Chrzciciela w Czerwonej.